# 尼尔斯·克里斯蒂安·尼尔森
尼尔斯·克里斯蒂安·尼尔森（丹麥語：Niels Kristian Nielsen，1897年1月10日—1972年4月12日），丹麦男子竞技体操运动员。他曾代表丹麦获得1920年夏季奥运会体操比赛男子团体瑞典式银牌。